# Lermite
Lermite, Taufname Jean-Pierre Schmid (* 2. Januar 1920 in Le Locle; † 1. Januar 1977 in Les Bayards, heimatberechtigt in Dürrenroth) war ein Schweizer Maler, Zeichner, Lithograf und Glasmaler. Schmid zog 1946 nach La Brévine in ein abgelegenes Haus namens «L’Ermitage», was ihm den Spitznamen «der Einsiedler» einbrachte, den er als Pseudonym annahm.

## Leben und Werk
Lermites Vater stammte aus Deutschland, seine Mutter aus Frankreich. Bereits 1953 sorgten gesundheitliche Probleme, insbesondere eine schwere Augenkrankheit, für grosse und später auch finanzielle Schwierigkeiten. 1939 besuchte er die Kunstschule in Biel und war ein Schüler des aus Laupen stammenden Malers und Grafikers Ernst Ruprecht (1891–1954). In dieser Zeit entdeckte Lermite den deutschen Expressionismus und den Konstruktivismus.
Lermites Frühwerk ist von Künstlern wie Paul Klee, Piet Mondrian und Amédée Ozenfant geprägt. Unter dem Titel «abstrakt-konstruktivistisch» stellte Lermite 1942 mit der Künstlergruppe Allianz seine Werke im Kunsthaus Zürich aus. Der Zweite Weltkrieg und die Begegnung mit dem Maler Coghuf bewogen ihn, die abstrakte Malweise zu verlassen und sich der expressionisch-figürlichen zuzuwenden. Lermite war Mitglied der GSMBA und stellte seine Werke in zahlreichen Gruppen- und Einzelausstellungen aus.
Sein Wohnort La Brévine und der Jura an sich inspirierten Lermite zu vielen Werken. So entstanden Malereien, die sich auf den Mensch und die Natur sowie auf religiöse Themen und auf den Zweiten Weltkrieg bezogen. Lermite heiratete 1950 Nadine, geborene Giroud. Im gleichen Jahr erhielt er ein Eidgenössisches Kunststipendium. Er malte ab dann bevorzugt Landschaften, Innenräume sowie Alltagsgegenstände. Kurze Auslandsaufenthalte in Paris, in Florenz und in der Provence lieferten ihm neue Malthemen.
1954 zog das Ehepaar nach Les Bayards. Damit begann ein neuer Abschnitt in Lermites Malerei, indem er geometrische Elemente mit der konstruktivistischen Strenge seiner Anfänge verband. 1957 erhielt er den Prix Bachelin. 1958 führte ihn sein Freund, der Maler Pierre Bichet (1922–2008), in das Lithografieren ein. Ab dann vervielfachte sich seine Ausstellungstätigkeit im In- und Ausland.
Ab 1965 dominieren Abstraktion und spirituelle Themen Lermites Werk. In den klar umrissenen Farbflächen in der Glasmalerei fand er das ideale Anwendungsgebiet. 1967 erhielt er den Preis des Institut neuchâtelois. 1970 wurden seine Werke in einer grossen Retrospektive im Museum für Kunst und Geschichte in Neuenburg gezeigt.
Lermites Werke sind in öffentlichen Sammlungen vertreten, so im Kunstmuseum Basel, im Museum der Schönen Künste in Le Locle, im Museum für Kunst und Geschichte in Neuenburg sowie im Kunsthaus Zürich.